# Akira Macunaga (1948)
Akira Macunaga (* 8. srpen 1948) je bývalý japonský fotbalista.

## Klubová kariéra
Hrával za Hitachi.

## Reprezentační kariéra
Akira Macunaga odehrál za japonský národní tým v letech 1973-1976 celkem 10 reprezentačních utkání.

## Statistiky
| Japonsko | Japonsko | Japonsko |
| Roky     | Záp.     | Góly     |
| -------- | -------- | -------- |
| 1973     | 3        | 0        |
| 1974     | 0        | 0        |
| 1975     | 0        | 0        |
| 1976     | 7        | 2        |
| Celkem   | 10       | 2        |